# Adax núbijský
Adax núbijský, antilopa adax (Addax nasomaculatus) je kriticky ohrožený druh pouštní antilopy.

## Popis
- hmotnost: 60–125 kg
- délka těla: 150–170 cm
- délka ocasu: 25–35 cm
- výška v kohoutku: 95–115 cm

Adaxové jsou poměrně velké antilopy, v kohoutku dosahují výšky kolem jednoho metru, samci jsou o málo větší než samice. Silné končetiny nesou poměrně dlouhý trup s poněkud převýšenou zádí, v poměru ke krátkému krku má nápadně velkou hlavu. Letní srst má světle pískovou barvu a může být až bílá, v zimě adaxové tmavnou do šedohněda. Prsa, krk a hlava jsou spíše hnědé, končetiny a břicho jsou bělavé, stejně jako uši. Také napříč přes hřbet nosu a kolem očí se táhne bílý pruh.
U dospělých zvířat narůstá krční a podkrční hříva, u samců se navíc objevuje výrazný tmavý chlupový čelní vír. Obě pohlaví mají kroužkované rohy, průměrně 72 cm dlouhé, u samců mohou dosahovat délky až 120 cm, které tvoří u dospělých samic 1,5–2, u samců 2,5–3 spirály.
Adaxové jsou výborně přizpůsobeni životu v poušti, mají široké paznehty a silné paznehtky, takže se neboří do písku.

## Rozšíření a stanoviště
Původní areál adaxů zahrnoval pouště a polopouště v pásu od Západní Sahary a Mauretánii až do Súdánu a Egypta. Dnes jsou ve volné přírodě na pokraji vyhubení a vyskytují se ostrůvkovitě v odlehlých pouštních oblastech severovýchodního Nigeru, v Čadu, severozápadní části Mali, východní Mauritánie, v jižní Libyi a také v Súdánu.
Nejsou závislí na povrchové vodě, vyskytují se v písčité i kamenité poušti.
Ve volné přírodě dnes přežívá nejvýše 100 těchto antilop.

## Biologie

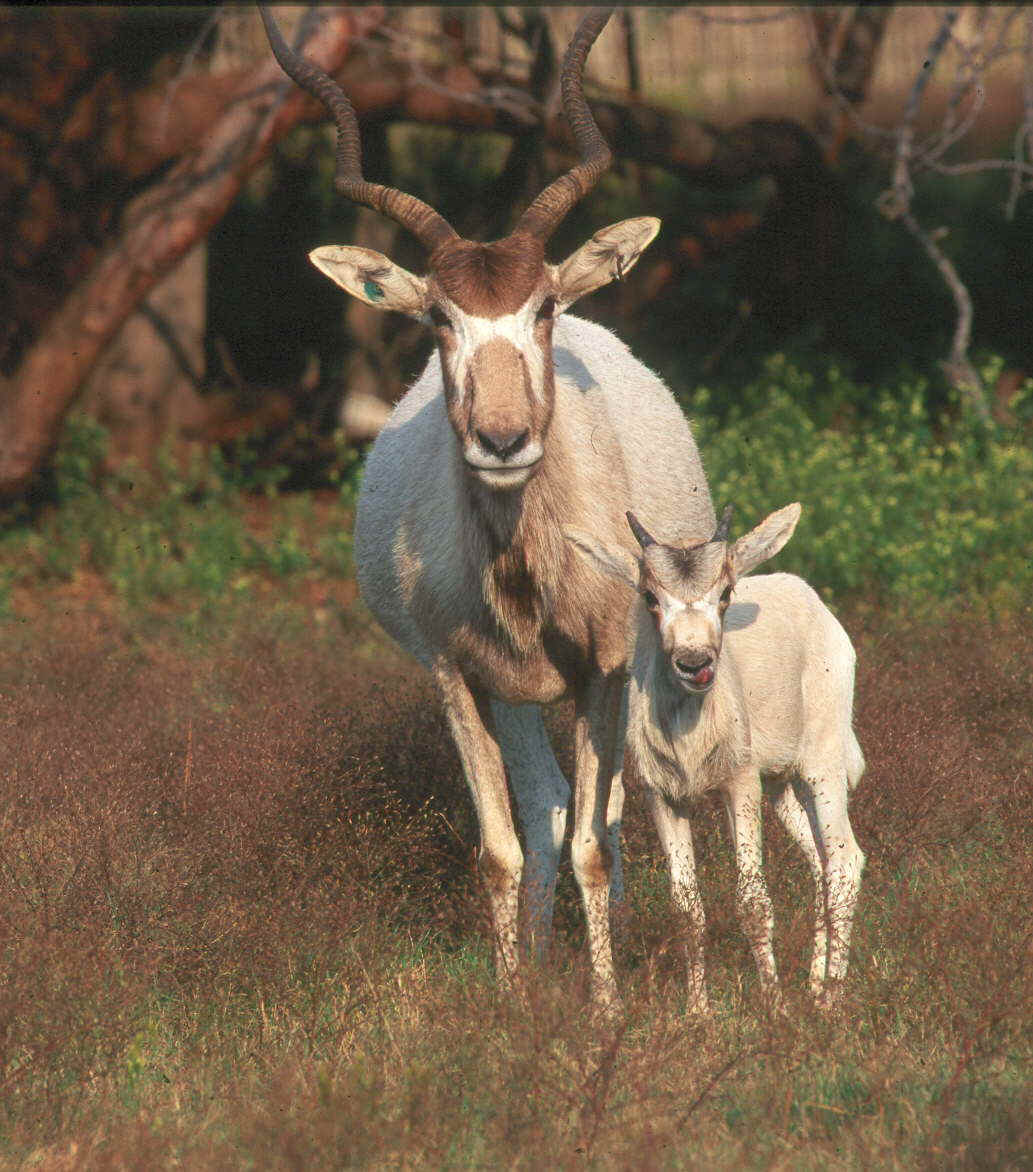
Samice s mládětem

Adaxové se pohybují napříč pouští v malých stádech o 5–20 jedincích, které vede dominantní dospělý samec. Samci se páří s několika samicemi na svém teritoriu. I mezi samicemi panuje určitá hierarchie, dominantní bývá ta nejstarší.
Adaxové se pasou na pouštních trávách, keřích nebo akáciích, na Sahaře je ale vegetace velmi málo, stáda proto musí při hledání pastvy urazit velké vzdálenosti. Velkou část svého života stráví na místech bez povrchové vody, k životu jim stačí ta voda, kterou přijmou s potravou. Jsou aktivní v noci, ve dne odpočívají.
Antilopy adax nemají žádné pevné období rozmnožování, většina mláďat se ale rodí brzy na jaře, po 257 až 264 dnech březosti. Matka mívá jedno jediné mládě, které odstavuje po 23 až 39 týdnech. Samci pohlavně dospívají ve dvou letech, samice o něco později. V zajetí se mohou dožít až 25 let.
Adaxové jsou pomalí, krátkonozí běžci a v přírodě proto často padnou za oběť rychlejším predátorům.

## Zajímavost
Staří Egypťané chovali adaxy jako domácí zvířata.

## Ohrožení
Adax je ve volné přírodě velmi vzácný a vyskytuje se pouze ostrůvkovitě. Místní lidé ho loví kvůli ceněnému masu a kůži. V CITES nalezneme adaxe v příloze I.
V zajetí je adax poměrně hojný a dobře se rozmnožuje. Je zařazen do Evropského záchovného programu (EEP).

## Chov v zoo
Adax núbijský je chován v pěti desítkách evropských zoo. V rámci Evropské asociace zoologických zahrad a akvárií (EAZA) žije přibližně 240 jedinců. Jedno z největších stád adaxů je k vidění v hannoverské zoo.
V Česku tento druh chová pět z patnácti tradičních českých zoo:
- Zoo Dvůr Králové nad Labem
- Zoo Hodonín
- Zoo Zlín
- Zoo Olomouc
- Zoo Praha

V minulosti byl adax chován také v:
- Zoo Brno (do roku 2007)
- Zoo Plzeň (do roku 1992)
- Zoo Ústí nad Labem (do roku 2016)

Na Slovensku je adax chován v Zoo Bratislava.

### Chov v Zoo Praha
V Zoo Praha je adax núbijský chovaný od roku 1979 (pár z Tier Parku Berlín). První mládě se narodilo o dva roky později. Naposledy v roce 2017 se narodila samička. Do počátku roku 2018 se podařilo odchovat 65 mláďat. Jedno z mláďat bylo v roce 2005 posláno v rámci reintrodukčního programu do Tuniska.
V lednu 2018 bylo chováno 7 jedinců (2 samci a 5 samic). To znamenalo největší skupinu v Česku, stejně jako v zoo ve Dvoře Králové. Ke konci roku 2018 byl chován samec a čtyři samice. Dne 9. dubna 2020 se narodila samice.

## Galerie
Adax núbijský chovaný v zajetí

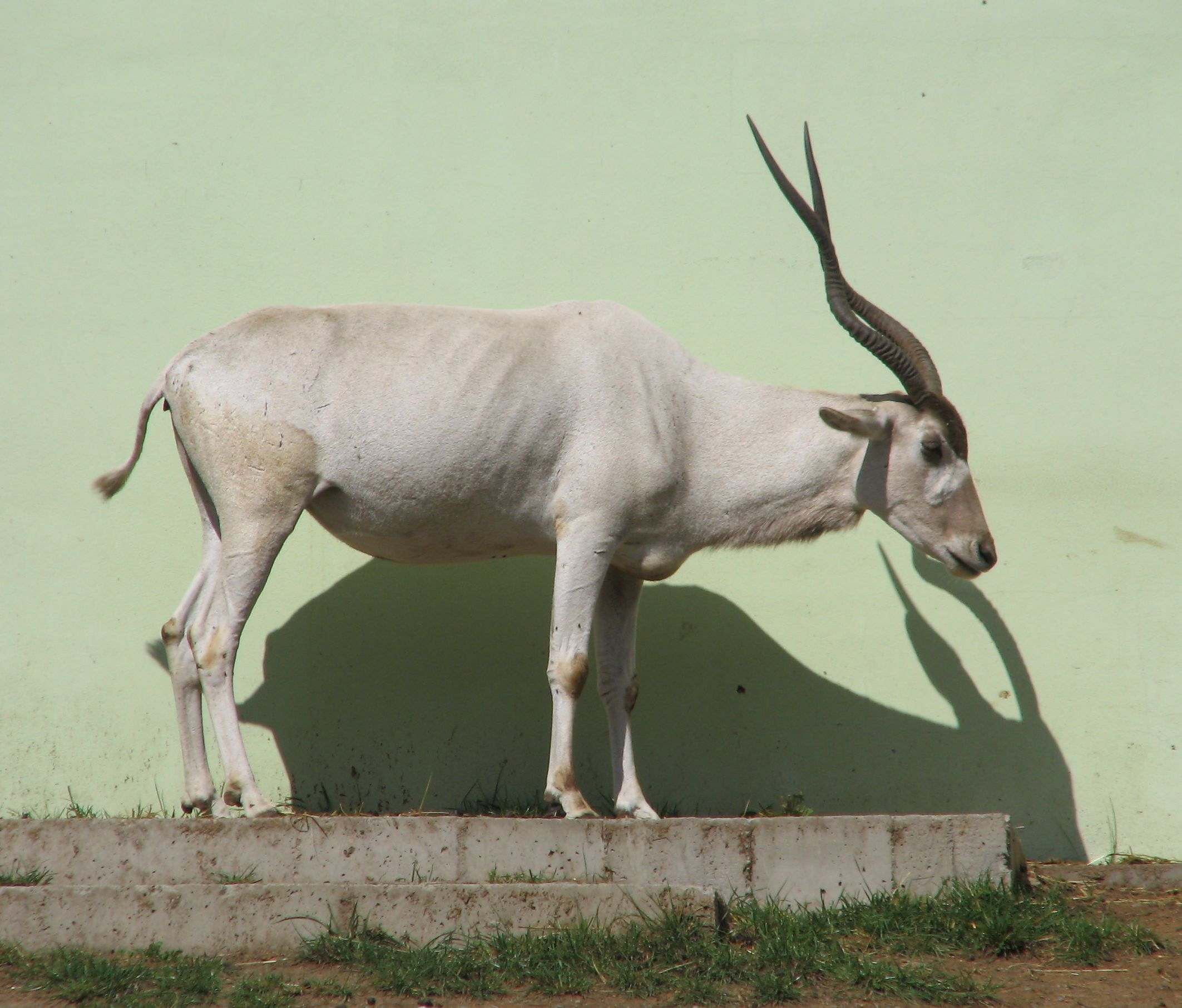
V ZOO Olomouc
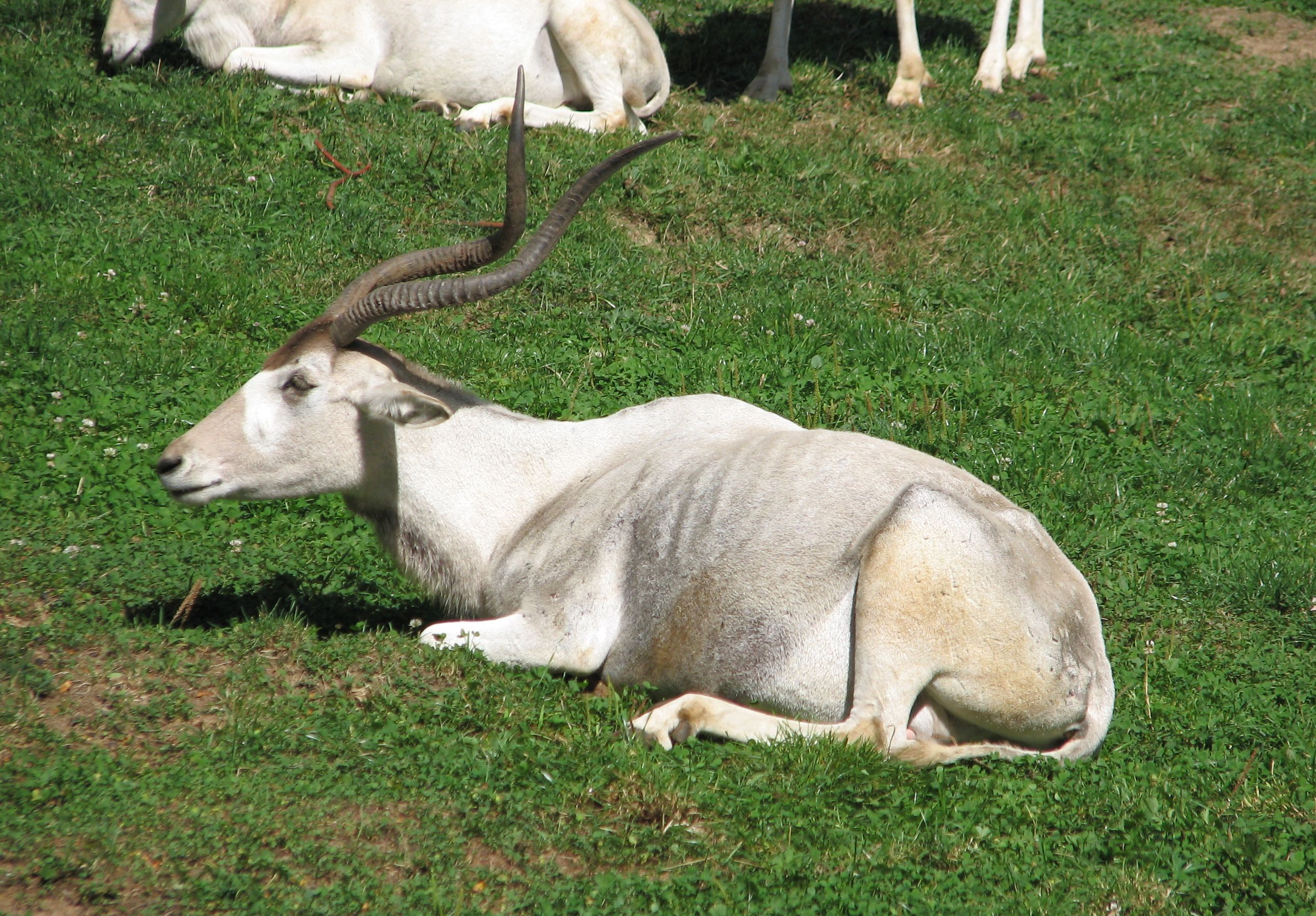
V ZOO Olomouc
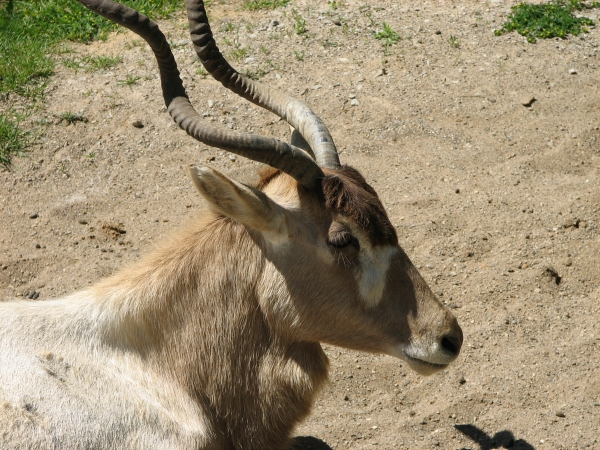
V Louisville Zoo
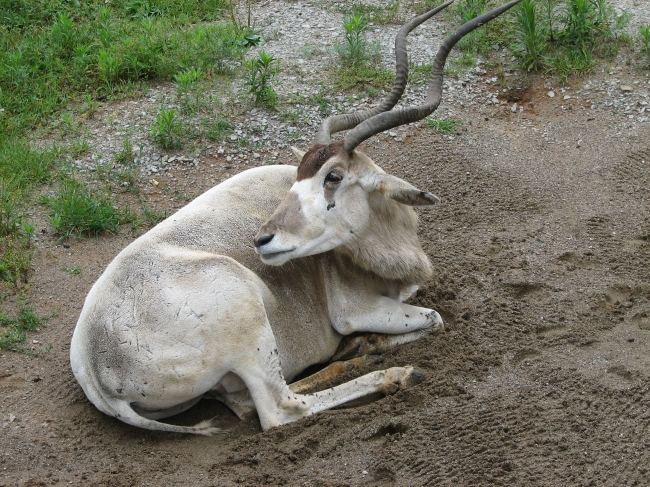
V Louisville Zoo
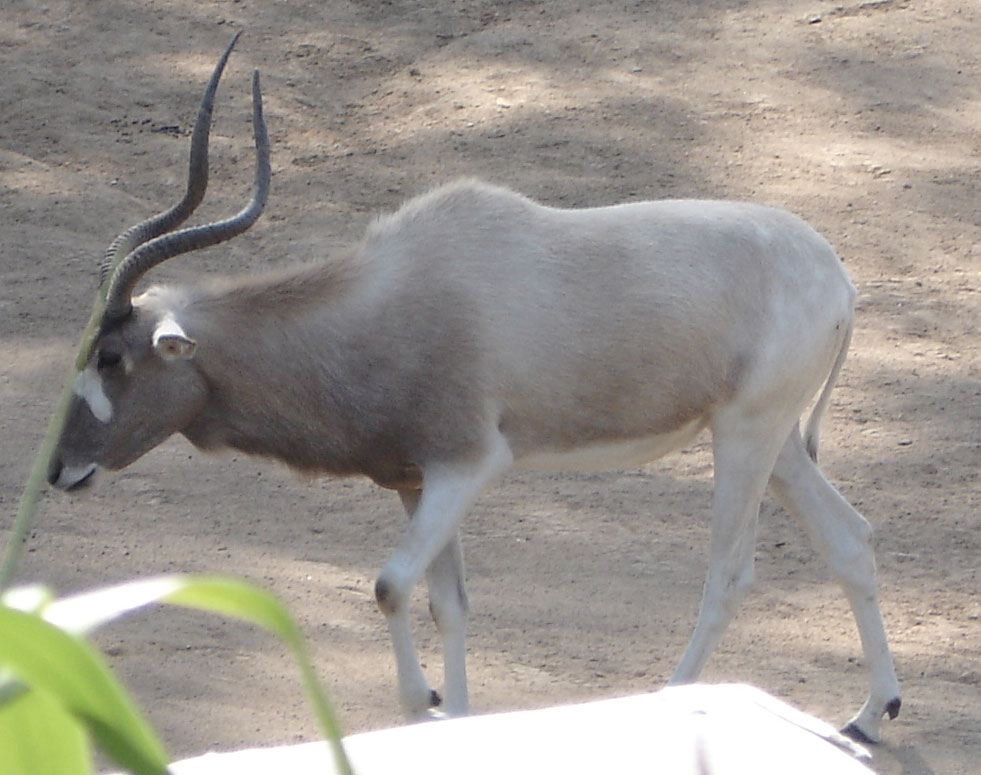
V Hannoverské ZOO
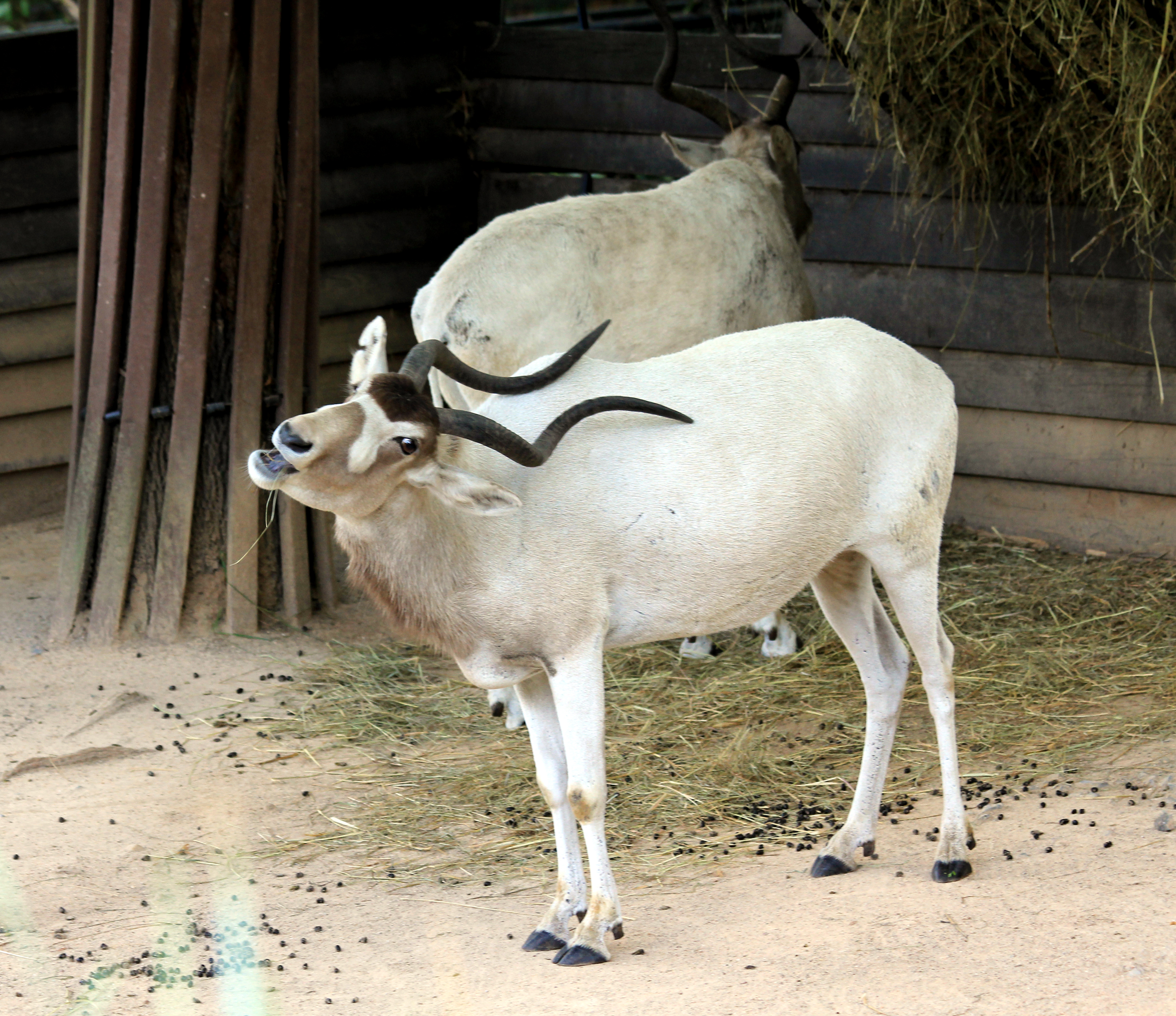
Zoo Praha
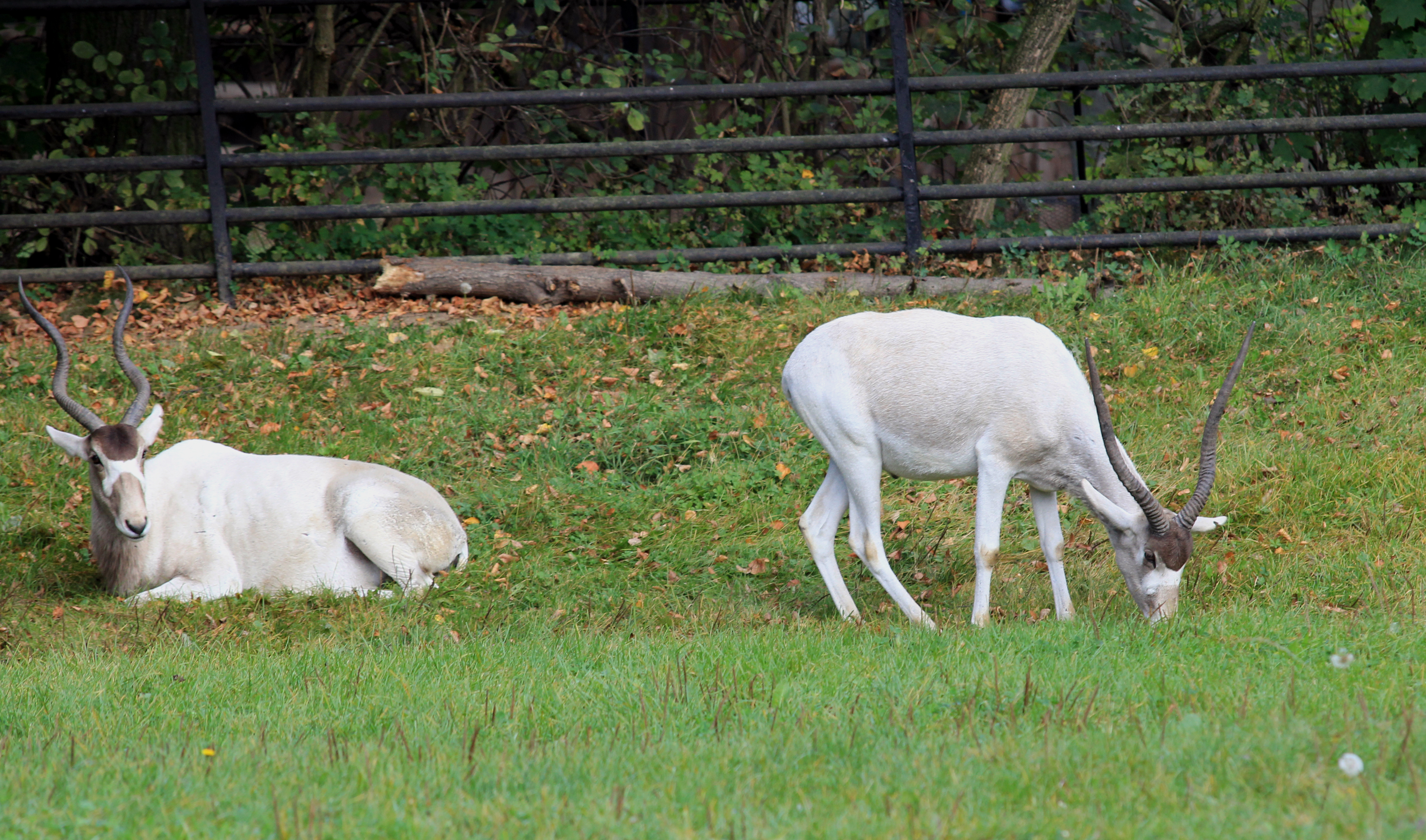
Zoo Praha
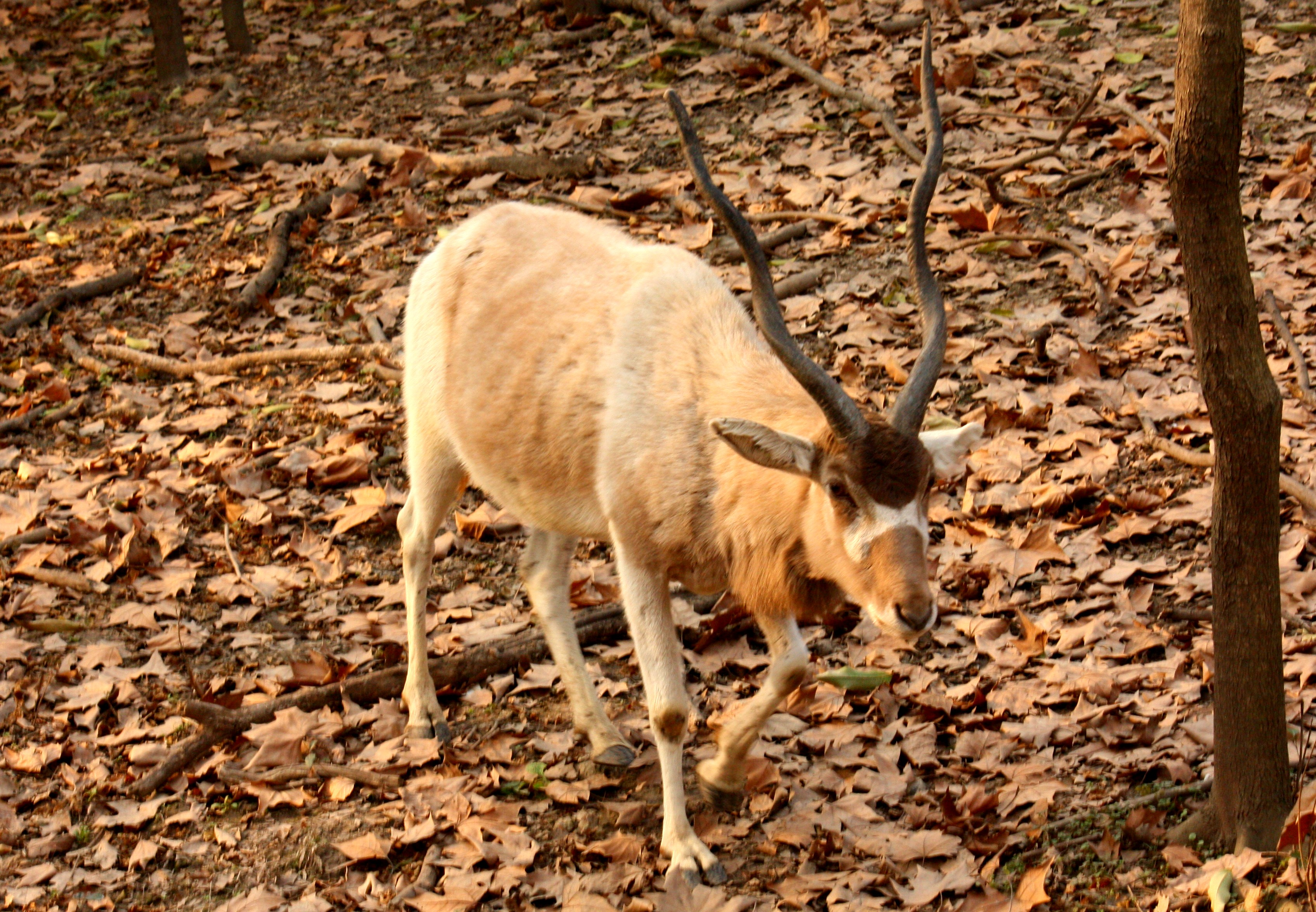
ZOO Shanghai